# Yunus Mallı
Yunus Mallı (n. 24 feb 1992) és un futbolista professional turc que juga com a mitjapunta pel club de la Trabzonspor i la selecció nacional turca.